# Turritopsis nutricula
Turritopsis nutricula je mali obrubnjak koji jednom kad dostigne odraslu dob može svoje stanice vratiti u djetinjstvo. Ova prilagodljiva osobina vjerojatno se razvila kako bi se jedinki produžio život. Nekoliko različitih vrsta roda Turritopsis ranije je bilo klasificirano kao T. nutricula, uključujući " besmrtnu meduzu" koja je danas klasificirana kao T. dohrnii.